# الإسلام في جزر العذراء البريطانية
الإسلام في جزر العذراء البريطانية، في سنة 2000 كانت نسبة الإسلام في جزر العذراء البريطانية 0.30% بتعداد بلغ 60 مسلمًا. سنة 2014، بلغت هذه النسبة 1.2%. كما يوجد مسجد واحد في جزر العذراء البريطانية: وهو مسجد الرحمة، بالإضافة إلى منظمة إسلامية: وهي المنظمة الإسلامية للجزر العذراء البريطانية (بالإنجليزية: British Virgin Islands Islamic Society)‏